# لیگ برتر والیبال مردان ایران ۱۳۸۰
لیگ برتر والیبال ایران ۱۳۸۰ پنجمین دوره لیگ برتر والیبال ایران می‌باشد. این مسابقات با حضور ۱۰ تیم در یک گروه به صورت دوره‌ای و رفت و برگشتی برگزار شد. پس از انجام ۸۹ دیدار طی ۱۸ هفته، تیم صنام تهران با ۱۷ پیروزی و یک شکست (هفته آخر مقابل پیکان تهران) به قهرمانی این دوره از لیگ رسید.

## جدول رده‌بندی
|      |                   |          | بازی‌ها | بازی‌ها | بازی‌ها | ست‌ها | ست‌ها | ست‌ها    | صعود یا سقوط                        |
| رتبه | تیم               | امتیازات | بازی   | برد    | باخت   | برد  | باخت | میانگیت | صعود یا سقوط                        |
| ---- | ----------------- | -------- | ------ | ------ | ------ | ---- | ---- | ------- | ----------------------------------- |
| ۱    | صنام تهران        | ۳۵       | ۱۸     | ۱۷     | ۱      | ۵۲   | ۱۱   | ۴٫۷۲۷   | صعود به قهرمانی باشگاه‌های آسیا ۲۰۰۲ |
| ۲    | پیکان تهران       | ۳۳       | ۱۸     | ۱۵     | ۳      | ۵۱   | ۱۶   | ۳٫۱۸۸   | صعود به قهرمانی باشگاه‌های آسیا ۲۰۰۲ |
| ۳    | پاس تهران         | ۳۰       | ۱۸     | ۱۲     | ۶      | ۴۰   | ۲۹   | ۱٫۳۷۹   |                                     |
| ۴    | برق تهران         | ۲۷       | ۱۸     | ۹      | ۹      | ۳۵   | ۳۵   | ۱٫۰۰۰   |                                     |
| ۵    | ذوب‌آهن اصفهان     | ۲۷       | ۱۸     | ۹      | ۹      | ۳۲   | ۳۵   | ۰٫۹۱۴   |                                     |
| ۶    | نیوپان گنبد       | ۲۷       | ۱۸     | ۹      | ۹      | ۳۰   | ۳۶   | ۰٫۸۳۳   |                                     |
| ۷    | پرسپولیس تهران    | ۲۴       | ۱۸     | ۶      | ۱۲     | ۳۵   | ۳۷   | ۰٫۹۴۶   |                                     |
| ۸    | شهید باکری ارومیه | ۲۴       | ۱۸     | ۷      | ۱۱     | ۲۷   | ۴۰   | ۰٫۶۷۵   |                                     |
| ۹    | ابومسلم خراسان    | ۲۲       | ۱۸     | ۴      | ۱۴     | ۲۳   | ۴۷   | ۰٫۴۸۹   | سقوط به دسته اول                    |
| ۱۰   | آبفا آمل          | ۲۰       | ۱۸     | ۲      | ۱۶     | ۱۲   | ۵۱   | ۰٫۲۳۵   | سقوط به دسته اول                    |

## رده‌بندی نهایی
| رتبه | تیم               |
| ---- | ----------------- |
| 1    | صنام تهران        |
| 2    | پیکان تهران       |
| 3    | پاس تهران         |
| ۴    | برق تهران         |
| ۵    | ذوب‌آهن اصفهان     |
| ۶    | نیوپان گنبد       |
| ۷    | پرسپولیس تهران    |
| ۸    | شهید باکری ارومیه |
| ۹    | ابومسلم خراسان    |
| ۱۰   | آبفا آمل          |

|  | راه‌یافته به قهرمانی باشگاه‌های آسیا ۲۰۰۲ |

|  | راه‌یافته به دسته اول |

| قهرمان فصل ۱۳۸۰ لیگ برتر ایران |
| ------------------------------ |
| صنام تهران دومین قهرمانی       |

|  |  |

### ترکیب تیم قهرمان
علیرضا نادی، رحمان محمدی‌راد، امیرحسین معززی‌خواه، غلامرضا مومنی‌مقدم، امیرحسین منظمی، بهزاد به‌نژاد، علی نقدی، عباس قاسمیان، فرهاد ظریف، محمد ترکاشوند (کاپیتان)، ساسان ثانی، امیر حسینی.
سرمربی: مصطفی کارخانه
مربی: داوود آهنگری، عباس برقی